# Henning Dafel
Henning Johannes « Henry » Dafel parfois erronément Davel (né le 8 janvier 1889 à Pretoria et décédé le 21 août 1947 à Darling Point) est un athlète sud-africain spécialiste du sprint.

## Biographie

### Palmarès
| Date | Compétition           | Lieu   | Résultat | Épreuve    | Performance  |
| ---- | --------------------- | ------ | -------- | ---------- | ------------ |
| 1920 | Jeux olympiques d'été | Anvers | 6e       | 400 mètres | —            |
| 1920 | Jeux olympiques d'été | Anvers | 2e       | 4 × 400 m  | 3 min 24 s 2 |

### Records
| Épreuve    | Performance | Lieu | Date |
| ---------- | ----------- | ---- | ---- |
| 400 mètres | 48 s 7      |      | 1920 |